# Manuel Jiménez Taravilla
Manuel Jiménez Taravilla (Manzanares (Ciudad Real), 2 de febrero de 1940-Jerez de la Frontera, 27 de septiembre de 2017) fue un arquero olímpico español. Formado en el club Carcaj de Jerez de la Frontera, compitió en la categoría individual de los Juegos Olímpicos de 1988, acabando en la posición 50, y en la categoría de equipos (junto a Antonio Vázquez Megido y Juan Carlos Holgado) acabando en la posición 17. Concluyó su carrera en el año 1995 con la medalla de oro en el campeonato de España de veteranos.